# 보리스 블라디미로비치 대공
보리스 블라디미로비치 대공(Grand Duke Vladimir Alexandrovich of Russia, 1877년 11월 24일 ~ 1943년 11월 9일)은 러시아 대공 블라디미르 알렉산드로비치의 아들이자 러시아 황제 알렉산드르 2세의 손자이자 황제 니콜라이 2세의 사촌이었다.